# 秀美駝背脂鯉
秀美駝背脂鯉（学名：Cyphocharax festivus），為輻鰭魚綱脂鯉目脂鯉亞目無齒脂鯉科的其中一個種，分布於南美洲亞馬遜河、奧里諾科河、埃塞奎博河流域，體長可達6.3公分，棲息在底中層水域，生活習性不明。